# Indoorhockey
"Indoorhockey" eller "Indoor field hockey" är inomhusvarianten av landhockey (alltså ej ishockey) som spelas under vinterhalvåret, främst i Europa och Nord-/Sydamerika men även i vissa afrikanska och oceanska länder.
Sporten har utövats sen 1950-talet, då som en vintersysselsättning i väntan på att vädret åter skulle tillåta hockeyspel.
Efter att sporten blivit erkänd 1968 har fler länder börjat utöva sporten organiserat och idag finns såväl världsmästerskap som mästerskap för olika världsdelar.

## Historia
Indoorhockey började spelas i 1950-talets Tyskland där sporten snabbt fick fäste och spred sig till grannländerna.
Efter att ett regelverk för indoorhockey tagits fram av tyska landhockeyförbundet 1966 erkände internationella landhockeyförbundet indoorhockey som en sport 1968.
1974 spelades de första europamästerskapen i indoorhockey där Västtyskland tog hem titeln i både herrarnas och damernas mästerskap.
1990 gick första europacupen för klubblag av stapeln där RW Köln och Brandenburg SC kunde titulera sig som Europas bästa lag för herrar respektive damer.
2003 hölls första världsmästerskapet i indoorhockey och i både dam- och herrkategorin tog Tyskland hem segern.

## Hur spelas indoorhockey?

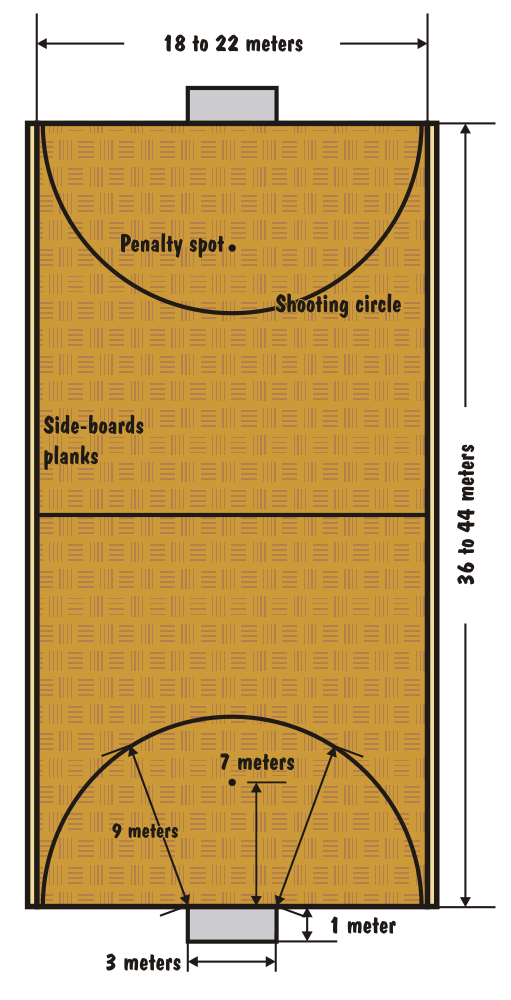
Indoorhockeyplan

### Regler i korthet
Indoorhockeyreglerna liknar landhockeyns men skiljer sig på ett antal punkter, främst vad gäller bollhantering.
Regler som skiljer sig landhockeyns
- Ett lag består 5 utespelare och 1 målvakt samt maximalt 6 avbytare. Fria byten gäller under matchens gång.
- En match spelas internationellt 2x20 minuter, men nationella indoorhockeyligor kan avvika från detta (i tyska ligan spelas matcherna 2x30).
- Man får inte lyfta bollen annat än mot mål (dvs. innanför målområdet med i riktning mot målet).
- Slagskott är ej tillåtna, bara drag-, push- eller hockeyskott.

Regler delade med landhockey
- Man får bara röra bollen med den platta sidan av klubban.
- Tacklingar är ej tillåtna, bara skuldra mot skuldra i kamp om bollen.
- Mål kan bara göras innanför målområdet, dvs. bollen måste befinna sig inne i målområdet när skottet avlossas för att det ska räknas som mål. Om bollen avlossas utanför målområdet och går in i mål döms målet bort.
- Man får som utespelare inte röra bollen med någon del av kroppen däremot får målvakten får ta bollen med hela kroppen men bara innanför målområdet.
- Målvakten får inte fånga eller blockera bollen utan bara stöta, sparka eller slå iväg bollen med klubban.
- Om ett regelbrott begås tilldelas frislag, korthörna eller straff beroende på hur grovt regelbrott var och var någonstans på planen det skett. Vid grovt eller upprepat regelbrott tilldelas en spelare antingen grönt kort (varning), gult kort (2 minuters utvisning) eller rött kort (utvisning för resten av matchen)

### Planen
Indoorhockeyplanen, som är gjord av trä eller syntetiskt material, är 18-22 meter bred och 36-44 meter lång. 
Denna har längs båda långsidorna en 15–20 cm hög sarg som sluttar lätt mot golvet för att minimera risken för bollen studsar upp via sargen.
Målen, vars stolpar är placerade på kortlinjen, är 2 meter höga och 3 meter breda och omges av en halvcirkel (kallad målområdet eller målcirkeln) med en radie på 9 meter.

### Bollen
En indoorhockeyboll är vanligen gul eller röd (till skillnad från landhockeybollen som i regel är vit), väger 160 gram och har en omkrets på 23 cm.
Den består av plast rakt igenom vilket gör den betydligt hårdare än exempelvis innebandyns motsvarighet.

### Utrustning - utespelare

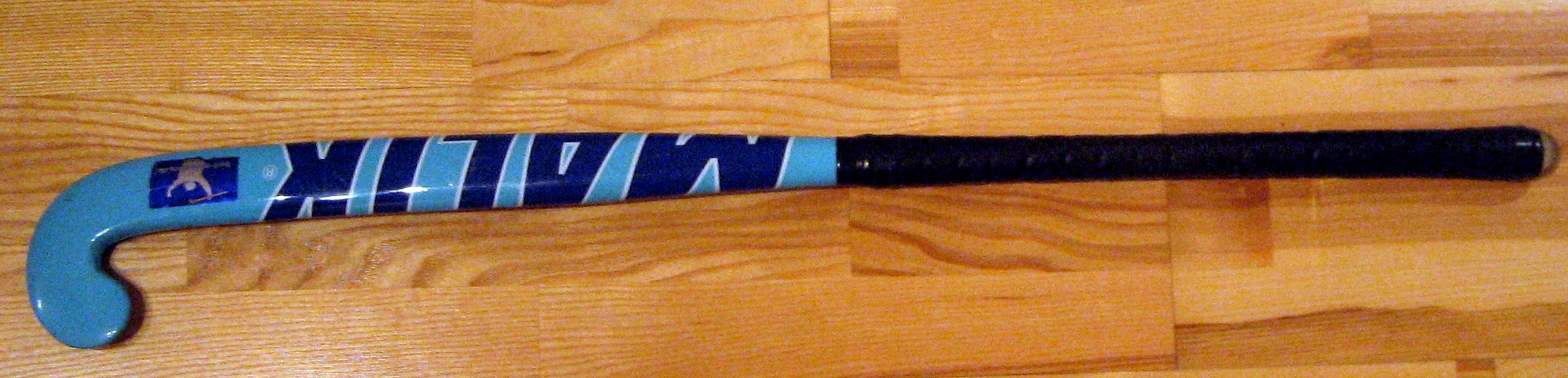
Indoorhockeyklubba

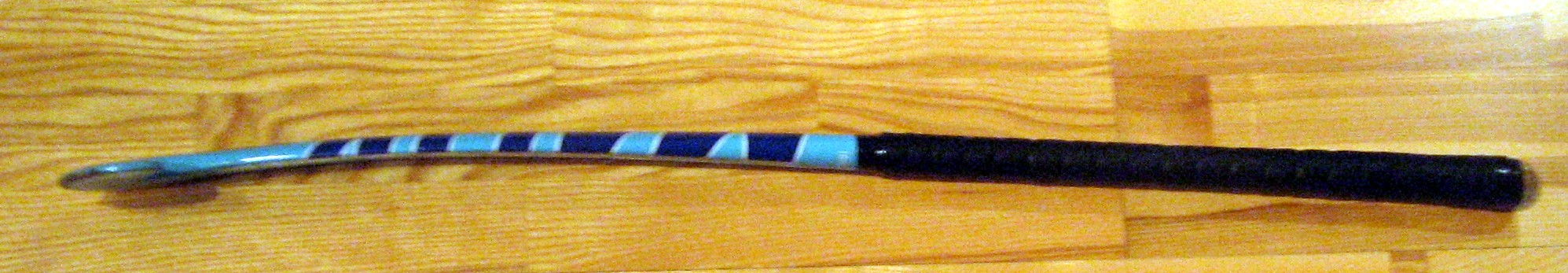
Indoorhockeyklubba

Utespelarklubban i indoorhockey består av trä och/eller glasfiber och har precis som landhockeyklubba en platt och en rund sida. Den är dock betydligt smalare än landhockeyns motsvarighet, dels för att de inte behöva tåla samma påfrestning då slagskott ej är tillåtna men även för att underlätta bollhanteringen då indoorhockeyn ger upphov till betydligt mindre spelytor än landhockey.
Då det inte är tillåtet att lyfta bollen annat än mot mål i indoorhockey har försvarande laget ofta klubban nere i marken för att täcka upp så mycket yta som möjligt. De försvarande spelarna har i dessa situationen också handen nere i marken vilken är exponerad för bollen och därför väljer många spelare att spela med en skyddshandske.
De flesta utespelare väljer även att bära tandskydd och vissa spelare bär ansiktsskydd under korthörnor.
Lagdräkterna i landhockey/indoorhockey på damsidan skiljer sig från många andra sporter då den ofta består av tröja, strumpor och kjol.
Kjolen härstammar troligen från Storbritannien som var den nation som spred landhockey över världen under sen 1800-tal och tidigt 1900-tal.
Att bära kjol är dock frivilligt och det finns ingen regel om att kvinnliga utövare måste spela med kjol, bara att alla spelare i ett lag måste ha samma typ av dräkt.
Herrarnas lagdräkter är mer lika övriga lagsporters med undantaget att många lag väljer att spela i matchtröjor av piké.

### Utrustning – målvakt
Indoorhockeymålvakten har samma skydd som en landhockeymålvakt, vilket innefattar kickers (ytterhöljen till skorna i), benskydd, skyddsbyxor, suspensoar, bröstskydd, handskydd, halsskydd, hjälm och ev. även armskydd eller armbågsskydd.
Kickers, benskydd och handskydd består i huvudsak av flera lager polyethelen för att möjliggöra för målvakten att sparka/stöta iväg bollen samt för ta upp smällen från bollen när den träffar skydden. Hjälmen liknar en ishockeymålvaktsmask men har även skydd för bakhuvudet.
Målvakten har en speciell klubba som i vissa varianter har en extra böj, detta för att målvakten bara håller klubban i en hand och oftast använder den i liggande position. När målvakten använder klubban på vänster sida om sig hamnar bladet nedåt, vilket lämnar en lucka mellan golvet och klubban. Då kommer den extra böjen väl till pass och underlättar både bollkontroll och räddningar med klubban.

## Indoorhockey idag

### Sportens status internationellt
Indoorhockeyn som sport har väldigt olika status i olika länder.
I vissa europeiska länder, såsom Tyskland och Österrike, spelas indoorhockeyn under hela vinterhalvåret.
Andra länder ser sporten som ett komplement till landhockey och utövar den bara under ett kvartal eller mindre. I till exempel England spelas nationella indoormästerskapet under två veckoslut.
Fler länder börjar dock satsa mer resurser på indoorhockeyn genom att till exempel införa nationella mästerskap istället för enbart regionala.
De länder som spelar indoorhockey under halva året står sig mycket bra internationellt vilket har resulterat i ideliga toppositioner för tyska klubblag internationellt. I europacupen för damer har alla 20 upplagor vunnits av ett tyskt lag medan det i herrdivisionen har varit 16 tyska segrar av 20 möjliga.
De tyska landslagen har även de en stor samling europamästerskapssegrar bakom sig men har inte särställning som klubblagen. På senare år har många andra länder kommit ikapp och 2007 nådde det tyska damlaget inte final i VM utan fick nöja sig med brons. Under europamästerskapen året därpå kom det första trendbrottet på herrsidan när Ryssland skrällde i finalmatchen och slog Tyskland med 3-2.
Trots att sporten spelas i många utomeuropeiska länder är det de europeiska landslagen som dominerar. Detta är något som återspeglas i de två senaste världsmästerskapen där topp fem hos både herrar och damer endast är länder från Europa. Det finns dock två länder vars landslag nästan kan mäta sig med de bästa europeiska, nämligen Kanada och Australien.
Precis som i Tyskland spelas indoorhockey under hela vinterhalvåret i de skandinaviska länderna.
De skandinaviska lagen presterar mycket bra sett till det ringa antalet utövare och på senare år har skandinaviska lag, (företrädesvis danska men även svenska), ofta återfunnits ofta i europacupens högsta division.

### Storklubbar i Indoorhockey
Bästa klubben i damkategorin är tyska Rüsselheimer RK som tagit hem de tyska mästerskapen och även europacupens  7 gånger de senaste tio åren, även Club An Der Alster, Harvestehuder och vitryska Ritm Grodno har haft stora framgångar på europanivå under 2000-talet.
För herrarna finns det ingen lika dominant klubb som Rüsselheimer på damsidan, men de tyska klubbarna Münchner HC, Crefelder HTC, Club an der Alster, polska KS Pocztowiec Poznan, spanska Club Campo de Madrid och även Rüsselheimer RK:s herrsektion är de som varit mest framgångsrika såväl i de nationella ligorna som i europacupen på senare år.

### Internationella mästerskap
- Europacupen (anordnas varje år)
- Europamästerskap (vartannat år, nästa: 2010)
- Världsmästerskap (vart fjärde år, nästa: 2011).

## Indoorhockey i Sverige

### Historia
Indoorhockey har spelats organiserat i Sverige sen tidigt 1980-tal.
Tidiga dominanter i svensk indoorhockey var Team Tensta på herrsidan medan IK Göta och Tuve BLK var mest framgångsrika på damsidan.

### Indoorhockey i Sverige idag
Från början av 2000-talet hamnade landhockeyn i en negativ trend med sjunkande antal aktiva och därmed även en nedgång i antal klubbar. Denna minskning förstärktes av rivningarna av samtliga befintliga landhockeyplaner i Lund och Stockholm, lämnandes bara en plan i Göteborg kvar. 
Då det till stor del är samma spelare som utövar landhockey och indoorhockey drogs även indoorhockeyn med och blev en allt mindre sport.
Det är först i slutet av 2000-talet som indoorhockeyn åter börjat öka i medlemsantal tack vare ungdomsatsningar av de kvarvarande klubbarna och av SLHF finansierade projekt som till exempel "Minihockey-projektet".  
I dagsläget har landhockeyn nästan gått i graven i Sverige, de senaste åren har det bara existerat en plan och en spelhelg (SM-slutspelet) och framtiden ser mörk ut.
För indoorhockeyn däremot finns det förhållande gott om såväl planer som unga utövare, vilket ger hopp om framtiden för sporten.
Idag finns det 7 aktiva indoorhockeyklubbar baserade i Stockholm med omnejd, Göteborg med omnejd samt Lund och Bjärred.
Klubbantalet kan jämföras med det i Tyskland som har runt 350-400 aktiva klubbar i indoorhockey.
Det främsta lagen på herrsidan är i dagsläget Partille SC som vunnit de fem senaste SM-titlarna med antingen Lunds LHK Nayan eller Valhalla LHC som finalmotståndare. I damligan är det Valhalla LHC som tagit flest SM-tecken på senare år, oftast efter en kamp med Partille SC i finalmatchen.

### Sveriges insatser internationellt
Landslagsnivå
Sverige har inte utmärkt sig speciellt mycket på landslagsnivå utan i de flesta fall spelat i B-EM eller lägre.
Undantaget är U21 herr som bortsett från mästerskapen 2004 och 2007 alltid har spelat i A-EM.
Det lag som vinner SM blir de som får åka på Europacupen året efter.
Senaste mästerskapsresultaten:
- Herrlandslaget gick efter att ha segrat i C-EM 2008, och slagit bland annat England, upp till B-EM som spelas 2010.
- Damlandslaget kom sist i C-EM 2008 och kommer att spela där även 2010.
- U-21 Herr blev 6:e bäst i Europa 2009 och spelar kvar i A-EM även 2011.
- U-21 Dam kom 4:a i B-EM 2007.

Klubbnivå
De svenska klubbarna har utmärkt sig i Europa under 2000-talet, främst på herrsidan. Under både 2003 och 2004 spelade Valhalla LHC i europacupen och blev 2003 5:e bästa laget i Europa. Därefter gick ett antal år utan svenska framgångar och det är först 2009 som man åter närmat sig Europas bästa lag.
Herrar
- 2009 var Partille mycket nära att avancera från B till A-divisionen i Europacupen, men det blev förlust mot tjeckiska Bohemians Praha i sista matchen vilket ledde till att tjeckerna och danska HK Orient Lyngby tog steget upp.
- 2010 har Partille lottats in i samma pool som franska Lille MHC, engelska East Grinstead HC och nynedflyttade Menzieshill HC från Skottland. Mästerskapet spelas i Wien, 19-22 februari.

Damer
- 2009 kom Valhalla sist i B-divisionen och spelar i C-divisionen 2010.
- 2010 har Valhalla lottats att möta turkiska, serbiska och kroatiska mästarinnorna i gruppspelet. Turneringen spelas 26-28 februari i Galway, Irland
- 2011 lottades Valhalla till gruppen Howardian LHC (Wales), Nizip MAE Halk Egitim SC (Turkiet), HK Zrinjevac (Kroatien). Laget blev 6:a och håller kvar den svenska platsen i C-divisionen.

### SM-segrare 2008–2009
- Herrar – Partille SC
- Damer – Valhalla LHC
- Herrjuniorer – Partille SC
- Damjuniorer – Partille SC